# Minbosius manilanus
Minbosius manilanus är en spindeldjursart som först beskrevs av Carl Ludwig Koch 1843.  Minbosius manilanus ingår i släktet Minbosius och familjen Thelyphonidae.

## Underarter
Arten delas in i följande underarter:
- M. m. halmaheirae
- M. m. manilanus